# Louisville
Louisville (pronunciado: /'luːvil/) es la ciudad más grande del estado de Kentucky, Estados Unidos. Tiene una población de 699.827 habitantes —considerada la 16.ª o 27.ª ciudad más grande del país, dependiendo de qué cálculo se utilice para el conteo de la población (ver Toponimia, población y clasificación)—. Se encuentra sobre la orilla izquierda o sur del río Ohio, que la separa de Indiana.
El asentamiento que después se convirtió en la ciudad de Louisville fue fundado en 1778 por George Rogers Clark y está nombrada en honor del Rey Luis XVI de Francia. La mayor fama de Louisville proviene de "Los dos minutos más emocionantes en el deporte": el Derbi de Kentucky (Kentucky Derby), la carrera de caballos que es parte de la Triple Corona de Caballos Purasangre, que se lleva a cabo anualmente en esta ciudad, siendo un evento ampliamente televisado.
Louisville está situada en la parte centro-norte de Kentucky, en la frontera de Kentucky e Indiana, ubicada en el único obstáculo natural del río Ohio, las Cataratas de Ohio. Louisville es la cabeza del condado de Jefferson y desde el 2003 los límites de la ciudad son contiguos a los del condado debido a la fusión entre el condado y la ciudad. Ya que incluye condados del Sur de Indiana, el área metropolitana de Louisville es usualmente conocida como Kentuckiana. Aunque se encuentra situada al sur de Estados Unidos, Louisville está influida por las culturas del Medio Oeste y del sur, y en ocasiones se refiere a ella como la "ciudad del sur más norteña" o como la "ciudad del norte más sureña" de Estados Unidos.

## Geografía

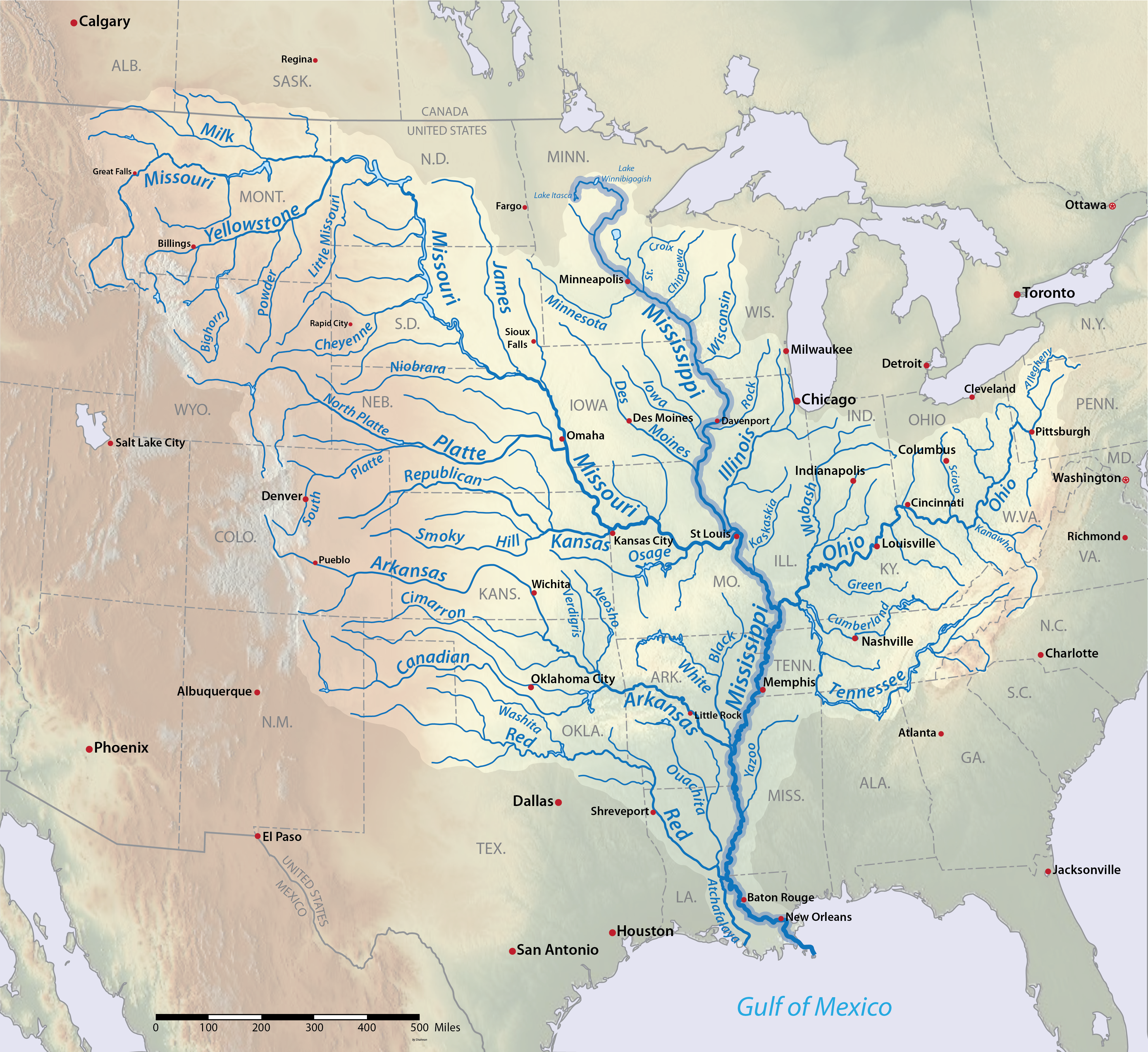
Louisville en la cuenca del río Misisipi.

Louisville está situada en las coordenadas 38°15′15″N 85°45′37″O / 38.25417, -85.76028. De acuerdo con la Oficina del Censo de los Estados Unidos, la ciudad tiene un área total de 1032 km². 997,38 km² son de tierra y 35 km² (3,38%) son agua.

### Clima
| Parámetros climáticos promedio de Aeropuerto Internacional de Louisville, Kentucky (normales 1991–2020, extremos 1872–presente) | Parámetros climáticos promedio de Aeropuerto Internacional de Louisville, Kentucky (normales 1991–2020, extremos 1872–presente) | Parámetros climáticos promedio de Aeropuerto Internacional de Louisville, Kentucky (normales 1991–2020, extremos 1872–presente) | Parámetros climáticos promedio de Aeropuerto Internacional de Louisville, Kentucky (normales 1991–2020, extremos 1872–presente) | Parámetros climáticos promedio de Aeropuerto Internacional de Louisville, Kentucky (normales 1991–2020, extremos 1872–presente) | Parámetros climáticos promedio de Aeropuerto Internacional de Louisville, Kentucky (normales 1991–2020, extremos 1872–presente) | Parámetros climáticos promedio de Aeropuerto Internacional de Louisville, Kentucky (normales 1991–2020, extremos 1872–presente) | Parámetros climáticos promedio de Aeropuerto Internacional de Louisville, Kentucky (normales 1991–2020, extremos 1872–presente) | Parámetros climáticos promedio de Aeropuerto Internacional de Louisville, Kentucky (normales 1991–2020, extremos 1872–presente) | Parámetros climáticos promedio de Aeropuerto Internacional de Louisville, Kentucky (normales 1991–2020, extremos 1872–presente) | Parámetros climáticos promedio de Aeropuerto Internacional de Louisville, Kentucky (normales 1991–2020, extremos 1872–presente) | Parámetros climáticos promedio de Aeropuerto Internacional de Louisville, Kentucky (normales 1991–2020, extremos 1872–presente) | Parámetros climáticos promedio de Aeropuerto Internacional de Louisville, Kentucky (normales 1991–2020, extremos 1872–presente) | Parámetros climáticos promedio de Aeropuerto Internacional de Louisville, Kentucky (normales 1991–2020, extremos 1872–presente) |
| Mes | Ene. | Feb. | Mar. | Abr. | May. | Jun. | Jul. | Ago. | Sep. | Oct. | Nov. | Dic. | Anual |
| --- | --- | --- | --- | --- | --- | --- | --- | --- | --- | --- | --- | --- | --- |
| Temp. máx. abs. (°C) | 25 | 27.8 | 31.1 | 32.8 | 36.7 | 40.6 | 41.7 | 40.6 | 40 | 36.1 | 29.4 | 24.4 | 41.7 |
| Temp. máx. media (°C) | 6.4 | 9.1 | 14.5 | 20.9 | 25.4 | 29.8 | 31.7 | 31.3 | 27.9 | 21.4 | 14.2 | 8.4 | 20.1 |
| Temp. media (°C) | 2.1 | 4.2 | 9.1 | 15 | 20.2 | 24.7 | 26.6 | 26.1 | 22.2 | 15.7 | 9.2 | 4.2 | 14.9 |
| Temp. mín. media (°C) | -2.3 | -0.7 | 3.7 | 9.2 | 14.8 | 19.6 | 21.6 | 20.8 | 16.6 | 10.1 | 4.1 | 0.1 | 9.8 |
| Temp. mín. abs. (°C) | -30 | -28.3 | -18.3 | -6.1 | -0.6 | 5.6 | 9.4 | 7.2 | 0.6 | -5 | -18.3 | -26.1 | -30 |
| Precipitación total (mm) | 86.1 | 86.6 | 116.8 | 121.9 | 131.6 | 108.5 | 102.9 | 94.2 | 93 | 94.5 | 86.9 | 104.9 | 1227.8 |
| Nevadas (cm) | 11.4 | 10.4 | 5.3 | 0.3 | 0 | 0 | 0 | 0 | 0 | 0.3 | 0.8 | 5.6 | 34 |
| Días de precipitaciones (≥ 0.2 mm)                                                                                              | 11.2 | 10.4 | 12.1 | 11.9 | 12.6 | 10.5 | 10.2 | 8.2 | 7.9 | 7.9 | 9.8 | 11.8 | 124.5 |
| Días de nevadas (≥ 0.2 cm) | 3.7 | 3.7 | 1.7 | 0.1 | 0.0 | 0.0 | 0.0 | 0.0 | 0.0 | 0.0 | 0.6 | 2.5 | 12.3 |
| Horas de sol | 140.5 | 148.9 | 188.6 | 221.1 | 263.4 | 288.9 | 293.6 | 272.6 | 234.3 | 208.5 | 135.7 | 118.3 | 2514.4 |
| Humedad relativa (%) | 68.6 | 68.1 | 64.0 | 61.5 | 67.2 | 68.9 | 70.9 | 71.7 | 72.9 | 69.9 | 69.4 | 70.2 | 68.6 |
| Fuente: NOAA (humedad y horas de sol 1961–1990)                                                                                 | | | | | | | | | | | | | |

## Toponimia, población y clasificación
En el censo de población del año 2000, Louisville tenía una población de 259.231. Aunque era por primera vez menor que la de la unión consolidada ciudad-condado de Lexington de 260.512. El 7 de noviembre de 2000 Louisville y el Condado de Jefferson aprobaron un referéndum para fusionarse en un gobierno consolidado de ciudad-condado llamado Gobierno del Condado Metropolitano Louisville-Jefferson (nombre oficial) y Louisville Metro (nombre corto oficial), fusión que se concretó el 1 de enero de 2003. Esta fusión hizo que Louisville estuviera entre las dos la ciudad más grande de nuevo.
La Oficina del Censo de los Estados Unidos otorgó dos cifras diferentes de población: para el condado consolidado de Louisville-Jefferson estimaba una población de 699.827 habitantes en 2024 (16.ª urbe en la nación, con la misma cifra que el condado Jefferson); para el "total" del condado Louisville-Jefferson daba una cifra de población de 556.429 habitantes (27.ª en población).  El "total" es una designación que creó la Oficina del Censo para describir la porción del condado de Louisville-Jefferson que no incluye a ninguna de las poblaciones semiindependientes (como Anchorage, Middletown o Jeffersontown).
La metodología del censo usa los valores del total para comparar ciudades consolidadas frente a otras ciudades para propósitos de estadística y categorización, de ahí que la cifra menor que la sitúa en el lugar 27 es la cifra oficial reportada por el Departamento. Sin embargo, el lugar 16 sigue siendo la afirmación oficial del gobierno de Louisville Metro y de los dirigentes empresariales, además ampliamente difundida por los medios locales, incluso se ha publicado en los letreros de caminos en los límites de la ciudad.
El conglomerado de Louisville (no debe confundirse con Louisville Metro), que tiene 1,2 millones de habitantes, se encuentra en el lugar 43 de la lista de conglomerados por número de habitantes. El conglomerado también incluye algunos condados del sur de Indiana.

## Religión
La religión en la Louisville del siglo XXI incluye instituciones religiosas de varias confesiones; incluyendo cristianismo, judaísmo, islam, hinduismo, budismo y sikismo.

## Ciudades hermanas
- La Plata, Argentina[cita requerida]
- Adapazarı, Turquía
- Jiujiang, China
- Mainz, Alemania
- Montpellier, Francia
- Quito, Ecuador
- Tamale, Ghana